# Acianthera angustisepala
Acianthera angustisepala é uma espécie de orquídea (Orchidaceae) que existe do México à Guatemala, antigamente subordinada ao gênero Pleurothallis.

## Publicação e sinônimos
- Acianthera angustisepala (Ames & Correll) Pridgeon & M.W.Chase, Lindleyana 16: 242 (2001).

Sinônimos homotípicos:
- Pleurothallis angustisepala Ames & Correll, Bot. Mus. Leafl. 10: 74 (1942).